# Józef Welamin Rutski
Józef Welamin Rutski OSBM  herbu Wąż (też z Ruty, Rucki, Rudzki, imię świeckie Jan, ur. 1574, zm. 5 lutego 1637) – greckokatolicki metropolita kijowski, organizator Kościoła unickiego w Rzeczypospolitej, reformator zakonu bazylianów.

## Życiorys
Urodzony w Rucie k. Nowogródka na Białorusi. Pochodził z prawosławnej (w tym obrządku został ochrzczony), a następnie kalwińskiej, rodziny Korsaków, którzy od swojej posiadłości przyjęli nazwisko Rutski.
Wykształcenie zdobywał w szkołach kalwińskich w Nieświeżu, Wilnie i na dworach magnackich Zasławskich i Ostrogskich. Podczas studiów na uniwersytecie w Pradze (od 1590 r.) pod wpływem jezuitów zmienił wyznanie na katolicyzm obrządku łacińskiego. W latach 1593–1596 studiował filozofię w Würzburgu, a od 1603 r. w Kolegium Greckim św. Atanazego w Rzymie. Na życzenie papieża Klemensa VIII przyjął obrządek unicki.
Po powrocie do Rzeczypospolitej znalazł się w Wilnie (wówczas faktycznej stolicy Kościoła unickiego) u boku metropolity Hipacego Pocieja. Tu Rutski założył szkołę przygotowującą chłopców do stanu duchownego. W latach 1605–1606 przebywał w Moskwie z legatem papieskim Pawłem Symeonem, następnie udał się do Rzymu, by przedstawić nowemu papieżowi Pawłowi V program reform zakonnych w ramach Kościoła unickiego.
Po powrocie do Wilna wstąpił do klasztoru Świętej Trójcy (1607), gdzie przyjął święcenia zakonne i imię Józef (1608). Mianowany archimandrytą świętotroickim w 1609 r. wraz z Jozafatem Kuncewiczem rozbudował monaster własnym kosztem, pracując też nad podniesieniem poziomu dyscypliny i wykształcenia mnichów.
Za te i inne zasługi otrzymał sakrę i tytuł biskupa halickiego, a po śmierci Hipacego Pocieja w 1613 r. został mianowany przez Zygmunta III Wazę metropolitą. W tym samym roku udał się do Rzymu, gdzie przedstawił Pawłowi V projekt reform w Kościele greckokatolickim, m.in. stypendia dla unitów w Kolegium Greckim i innych kolegiach papieskich, zrównanie szkół unickich i kolegiów jezuickich (by zapobiec latynizacji szlachty ruskiej).
Po powrocie kontynuował dzieło reformy zakonu bazylianów, tworząc monastery w Żyrowicach i Bytyniu. W 1616 r. autonomiczne dotąd klasztory połączył w kongregację pod wezwaniem Świętej Trójcy z dożywotnim protoarchimandrytą na czele, podlegającym jedynie metropolicie. Reforma bazylianów dokonana na wzór zakonu jezuitów w zakresie organizacji, reguły i działalności uczyniła ten zakon główną siłą Kościoła unickiego. Rutskiemu udało się pozyskać środowisko zakonne, będące dotąd centrum oporu wobec unii brzeskiej.
Metropolita zwalczał wpływy dyzunitów, jak i Kościoła rzymskokatolickiego, starając się u papieża o wydanie zakazu przechodzenia prawosławnych na obrządek łaciński. Po odtworzeniu hierarchii prawosławnej (misja patriarchy jerozolimskiego Teofanesa III w 1620 r.) podjął rozmowy z metropolitą prawosławnym Hiobem Boreckim (1623) na temat zjednoczenia obu unitów i dyzunitów i utworzenia wspólnego patriarchatu Rusi. Zabiegi te oraz podobne podejmowane w latach późniejszych (np. nieudany wspólny sobór w Kobryniu w 1629 r.) rozbiły się o mur nieufności prawosławnych wobec unitów i nieustępliwość Stolicy Apostolskiej, która domagała się, by prawosławni przyjęli unię brzeską.
Był elektorem Władysława IV Wazy z województwa nowogródzkiego w 1632 roku.
Rutski zarządzał swoją metropolią w sposób scentralizowany, w oparciu o zakon bazylianów i ludzi wywodzących się z tego zakonu (Rafał Korsak, Metody Terlecki). Zmarł w klasztorze w Dermaniu. Pochowany został w Wilnie, gdzie jego grób stał się obiektem kultu.
W 1655 r. po zdobyciu Wilna przez wojska rosyjskie, szczątki Rutskiego zostały wywiezione w nieznane miejsce. W 1937 r. Kościół greckokatolicki w II Rzeczypospolitej podjął przygotowania do beatyfikacji Józefa Welamina Rutskiego.